# Винник Іван
Іван Винник (* 1898, м. Долина, (тепер Івано-Франківська область) — 10 березня 1985, м. Нью-Йорк, США) — український військовик, поручник Армії УНР, учасник Першого та Другого Зимових походів Армії УНР.

## Життєпис

Іван Винник - випусник Житомирської юнацької школи

Народився у 1898 році в місті Долині в Галичині. 
На початку 1919 року стає курсантом Житомирської юнацької школи (інша назва «Спільна військова школа»). Навчався і служив у пішому відділу, який очолював полковник Павло Вержбицький. 5 листопада 1919 року підвищений до першої старшинської ранги. 
У грудні 1919 року разом із своєю сотнею спробував придушити заколот отамана Волоха, але був захоплений в полон. У своїх спогадах Іван Винник так описував ці події : 
| У м. Любарі збунтувався отаман Волох, захопивши державну скарбницю. Відібрати її вислано старшинську сотню, але нас було замало — Волохівці оточили нас і змусили до здачі зброї. До вечора тримали нас у полоні, намовляючи прилучитися до Волоха та загрожуючи видачею нас большевикам. Одначе з наступом темряви нам пощастило поодинці вивтікати до військ Головного Отамана Симона Петлюри. |
Згодом, разом із іншими курсантами брав участь в арешті начальника школи полковника Вержбицького, який пропонував розпустити школу та припинити боротьбу. Зрештою, школу було не розпущено, а перейменовано в Юнацький Залізний полк при 3-ій Залізній дивізії Армії УНР. Командиром полку призначено підполковника Валентина Трутенка. 
26 грудня 1919 білогвардійська кіннота атакувала Юнацький полк, коли той був на марші. 15 юнаків у кінному ладі мусили протистояти ворожим кіннотникам. Після того бою, як згадував Іван Винник:
| кожен, хто міг, втікав і потім приєднувався вже до інших частин |
Продовжував службу в складі 1-ї Запорізької дивізії. 

### В еміграції
Перебував разом із Армією УНР у таборах інтернованих. 
Згодом емігрував до США, проживав у Нью-Йорку. Брав активну участь у громадській діяльності, обіймав посаду скарбника Орденської Ради Ордена Залізного Хреста Армії УНР. Брав участь у виданні книги «У 50-річчя Зимового Походу Армії УНР».
Помер 10 березня 1985 в Нью-Йорку, похований на цвинтарі святого Андрія в Саут-Баунд-Брук.

## Нагороди
Нагороджений орденом Залізного хреста УНР, орденами Хрест Симона Петлюри, Воєнний хрест (УНР) та Хрест Відродження. 